# Lise Volst-priset
Lise Volst Priset är ett danskt litterärt pris som årligen tilldelas en kvinnlig författare över 50 år för uppmuntran och glädje. Kallas också forfatterinden Lise Louise Laura Volsts Legat.

## Pristagare
- 1997 – Iben Melbye, 10.000 DKR
- 1998 – Lotte Thomsen, 7.000 DKR
- 1999 – Birthe Arnbak, 5.000 DKR
- 2000 – Hjørdis Varmer, 7.000 DKR
- 2002 – Kirsten Rask, 35.000 DKR
- 2003 – Janina Katz, 40.000 DKR